# Ramphocorixa
Ramphocorixa is een geslacht van wantsen uit de familie van de Corixidae (Duikerwantsen). Het geslacht werd voor het eerst wetenschappelijk beschreven door Abbott in 1912.

## Soorten
Het genus bevat de volgende soorten:

- Ramphocorixa acuminata (Uhler, 1897)
- Ramphocorixa rotundocephala Hungerford, 1927